# Langesø
Langesø is een plaats in de Deense regio Hovedstaden, gemeente Helsingør, en telt 305 inwoners (2007).